# William M. Feehan

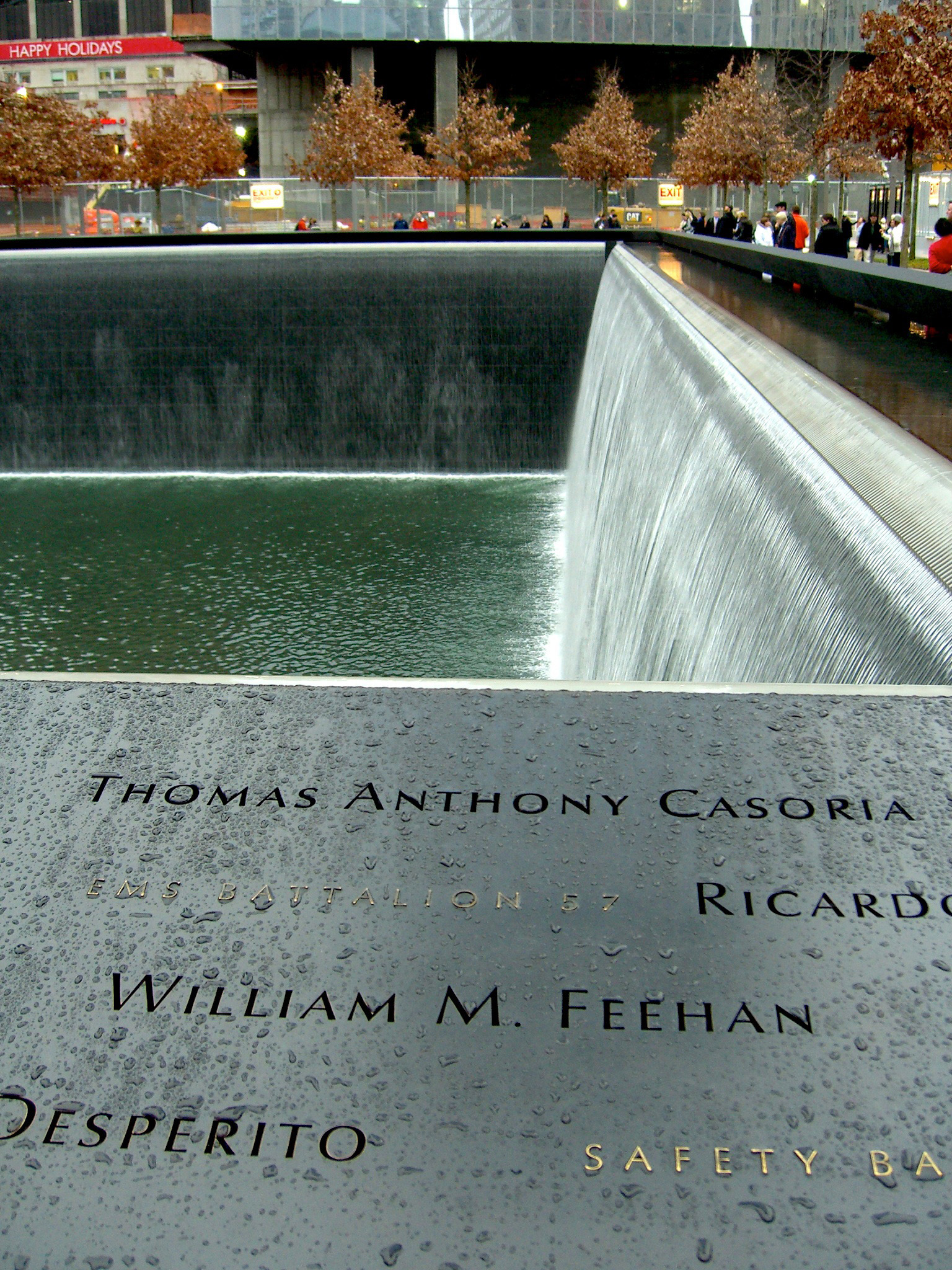
El nombre de Feenhan se encuentra en el panel S-18 de la piscina sur del National September 11 Memorial & Museum, junto con el nombre de otros bomberos que perecieron durante los atentados.

William M. Feehan (29 de septiembre de 1929 - 11 de septiembre de 2001) fue un miembro del Departamento de Bomberos de la Ciudad de Nueva York que murió durante el derrumbe del World Trade Center.

## Biografía
Feehan se graduó en la Universidad de San Juan en 1952. Antes de trabajar en el FDNY, sirvió en el ejército de Estados Unidos durante la Guerra de Corea, durante la cual recibió numerosas condecoraciones como la Medalla de Servicio en la Defensa Nacional entre otras.
Feehan fue el primer bombero en la historia del cuerpo en ocupar cada rango desde el momento de su nombramiento el 10 de octubre de 1959. Se convirtió en teniente en 1964 y finalmente jefe del departamento de bomberos en 1991. En 1992 fue nombrado comisionado de bomberos adjunto, tras la renuncia del comisionado de bomberos, Carlos M. Rivera, ocupó el puesto de comisionado de bomberos interino hasta el final de la administración del alcalde David Dinkins. 
Después de que el alcalde Rudolph Giuliani nombrara un nuevo comisionario de bomberos, Feenhan regresó a su puesto original de comisionario de bomberos, puesto que ocupó hasta su muerte, causada por el derrumbe de la torre sur del World Trade Center durante los atentados del 11 de septiembre de 2001.
A Feenhan le sobrevivieron cuatro hijos y varios nietos.
En el National September 11 Memorial & Museum, Feenhan se encuentra memorializado en el panel S-18  de la piscina sur.
En 2015, el departamento de bomberos de la ciudad de Nueva York bautizó a una lancha con el nombre de Feenhan.